# 長崎県道11号佐世保日野松浦線
長崎県道11号佐世保日野松浦線（ながさきけんどう11ごう させぼひのまつうらせん）は、長崎県佐世保市から松浦市に至る県道（主要地方道）である。

## 概要
佐世保市干尽町から松浦市志佐町浦免に至る。
北松浦半島を南北に縦貫する路線で、佐世保市の西九州自動車道 佐世保みなとIC前のみなとIC入口を起点とし、松浦市蓮田橋交差点の国道204号交点を終点とする県道。道幅は離合困難な1車線区間や両側4車線区間が存在する広狭混在路線である。

### 路線データ
- 起点：佐世保市干尽町（西九州自動車道 佐世保みなとIC）
- 終点：松浦市志佐町浦免（蓮田橋交差点、国道204号交点）
- 総延長：38.134 km

## 歴史
- 1955年（昭和30年）1月14日 - 長崎県が路線認定。
- 1993年（平成5年）5月11日 - 建設省から、県道佐世保日野松浦線が佐世保日野松浦線として主要地方道に指定される[1]。

## 路線状況

### 重複区間
- 長崎県道26号佐世保港線（佐世保市平瀬町・平瀬交差点 - 佐世保市上町）
- 国道204号（佐世保市下本山町・下本山交差点 - 佐世保市吉岡町）
- 長崎県道54号栗木吉井線（佐世保市世知原町栗迎 地内）

### 道路施設

#### 橋梁
- 平瀬橋（佐世保川、佐世保市）
- 三角橋（小野川、佐世保市）
- 川下橋（新田川、佐世保市）
- 中里橋（相浦川、佐世保市）
- 中央橋（相浦川、佐世保市、国道204号重複区間内）
- 皆吉橋（相浦川、佐世保市）
- 里橋（浦川、松浦市）

#### 道の駅
- させぼっくす 99[注釈 1]（佐世保市）

## 地理

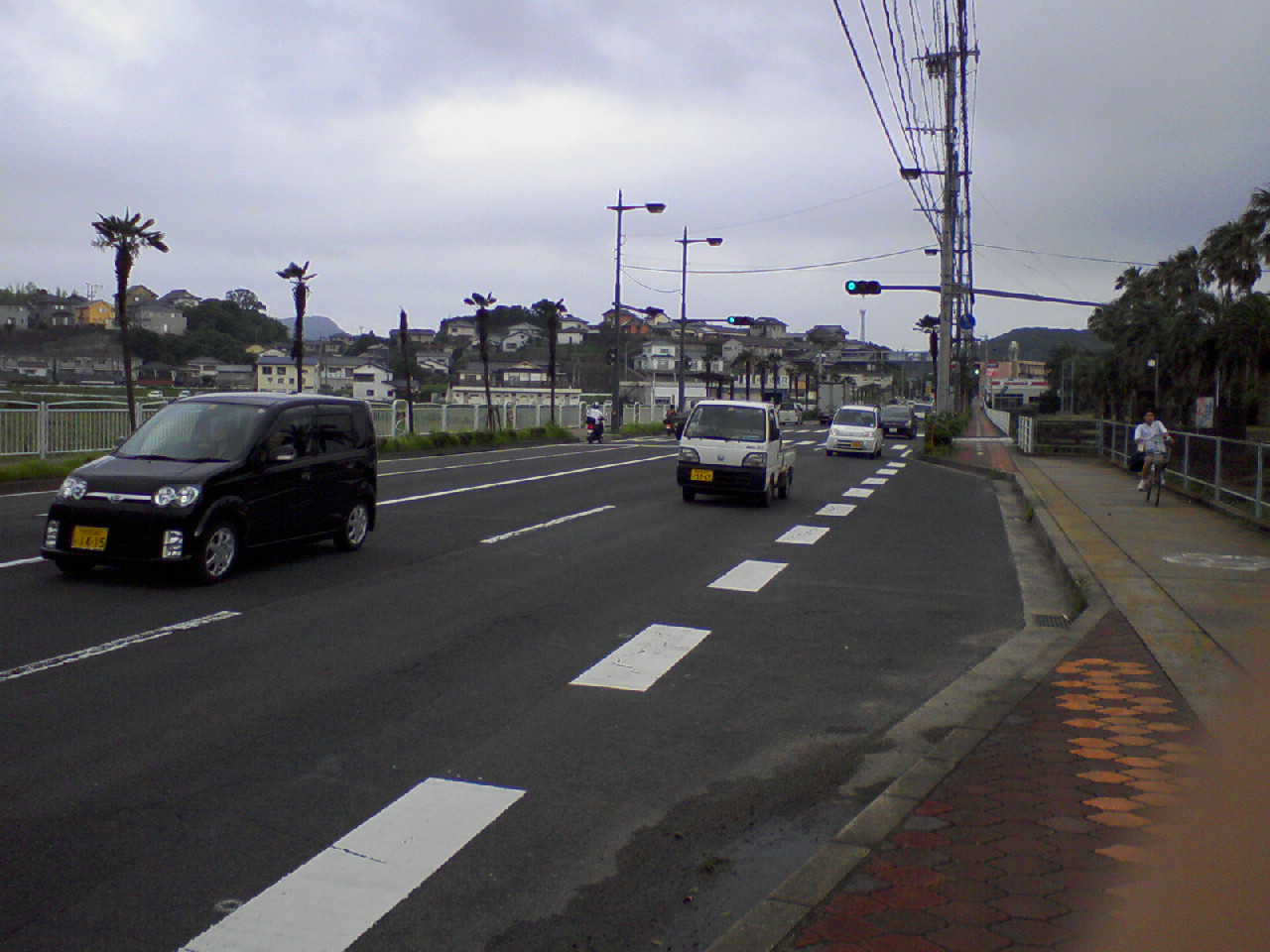
佐世保市椎木町周辺

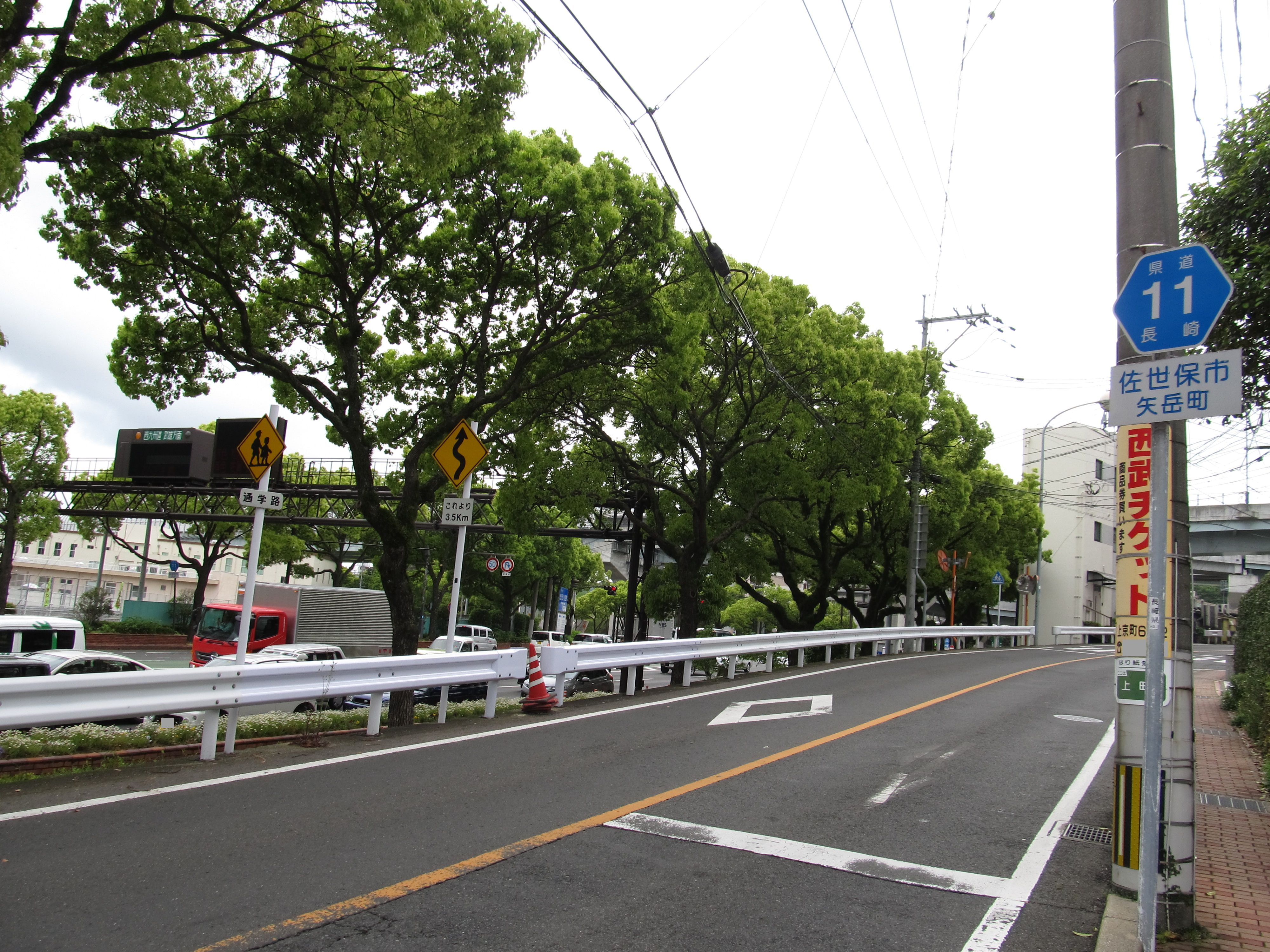
佐世保市矢岳町付近の長崎県道11号。左に見える4車線の道も県道11号である（画像の手前側、佐世保市消防局前の信号でV字状に折れ曲がる）

### 通過する自治体
- 佐世保市
- 松浦市

### 交差する道路
| E35 西九州自動車道 / 佐世保道路     | 佐世保市 | 干尽町         | 5 佐世保みなとIC / 起点 |
| 国道384号                           | 佐世保市 | 塩浜町         | 塩浜交差点              |
| 長崎県道26号佐世保港線 重複区間起点 | 佐世保市 | 平瀬町         | 平瀬交差点              |
| E35 西九州自動車道 / 佐々佐世保道路 | 佐世保市 | 矢岳町         | 6 佐世保中央IC          |
| 長崎県道26号佐世保港線 重複区間終点 | 佐世保市 | 上町           |                         |
| 長崎県道149号俵ヶ浦日野線           | 佐世保市 | 小島町         |                         |
| 長崎県道139号佐世保鹿町線           | 佐世保市 | 川下町         |                         |
| E35 西九州自動車道                  | 佐世保市 | 愛宕町         | 7 相浦中里IC            |
| 国道204号 重複区間起点              | 佐世保市 | 下本山町       | 下本山交差点            |
| 国道204号 重複区間終点              | 佐世保市 | 吉岡町         |                         |
| 長崎県道40号佐世保吉井松浦線        | 佐世保市 | 小川内町       |                         |
| 長崎県道54号栗木吉井線 重複区間起点 | 佐世保市 | 世知原町栗迎   |                         |
| 長崎県道54号栗木吉井線 重複区間終点 | 佐世保市 | 世知原町栗迎   |                         |
| 北松広域農道 / 北松やまびこロード   | 佐世保市 | 世知原町木浦原 |                         |
| 佐賀県道・長崎県道5号伊万里松浦線   | 松浦市   | 志佐町横辺田免 |                         |
| 長崎県道146号上志佐今福停車場線     | 松浦市   | 志佐町赤木免   |                         |
| 国道204号 国道383号 重複            | 松浦市   | 志佐町浦免     | 蓮田橋交差点 / 終点     |

### 交差する鉄道
- 松浦鉄道西九州線

### 沿線
- JR九州佐世保線・松浦鉄道西九州線 佐世保駅
- アルカスSASEBO
- 佐世保市立金比良小学校
- 佐世保市立日野小学校
- 佐世保市立日野中学校
- 日野郵便局
- 佐世保市総合グラウンド
- 長崎県立大学
- 松浦鉄道西九州線
  - 大学駅 - 上相浦駅 - 本山駅 - 中里駅 - 松浦駅
- 佐世保市立相浦中学校
- 佐世保市立相浦小学校
- 佐世保市立中里小学校
- 佐世保市立皆瀬小学校
- 上志佐郵便局
- 松浦市立上志佐小学校
- 松浦市立志佐小学校

### 峠
- 江里峠（佐世保市）
- 椋呂路峠（佐世保市 - 松浦市）